# ورزشگاه ام‌کی
۵۲°۰۰′۳۴″ شمالی ۰۰°۴۴′۰۰″ غربی / ۵۲٫۰۰۹۴۴°شمالی ۰٫۷۳۳۳۳°غربی
ام.کی (به انگلیسی: mk) نام ورزشگاه اختصاصی باشگاه میلتون کینز دونز در منطقه دنبیگ میلتون کینز در شهرستان باکینگهام شایر، انگلستان واقع است.
این استادیوم از سال ۲۰۰۷ زمین خانگی باشگاه میلتون کینز دونز می‌باشد.
ظرفیت این استادیوم ۳۰،۵۰۰ است.
ام.کی بیست و پنجمین ورزشگاه بزرگ در انگلستان می‌باشد.

## نگارخانه

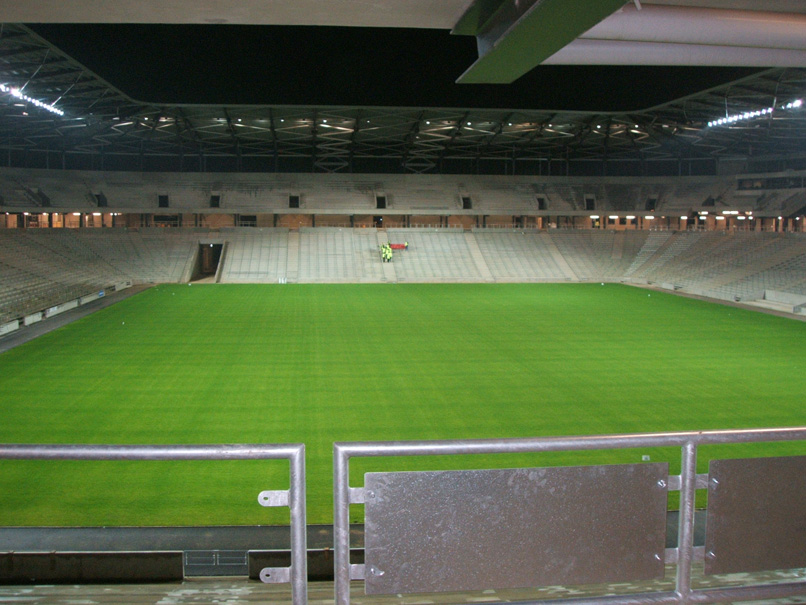
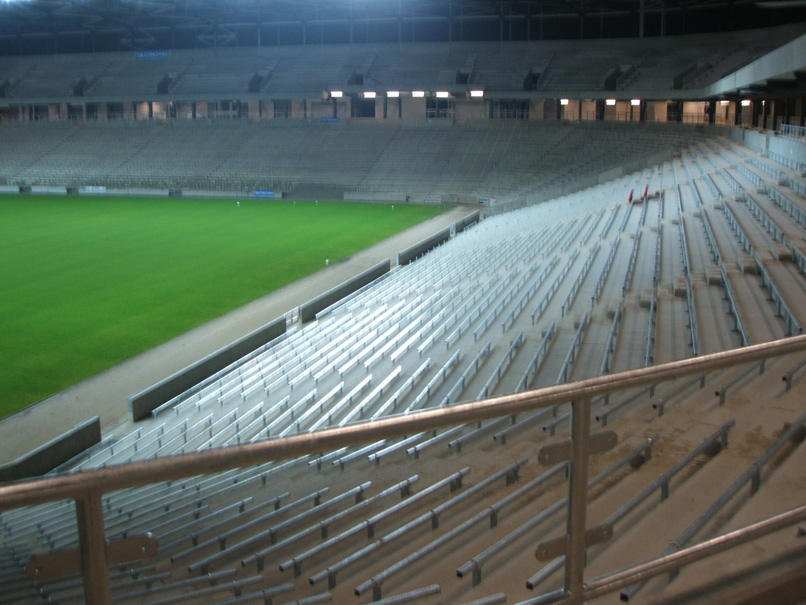
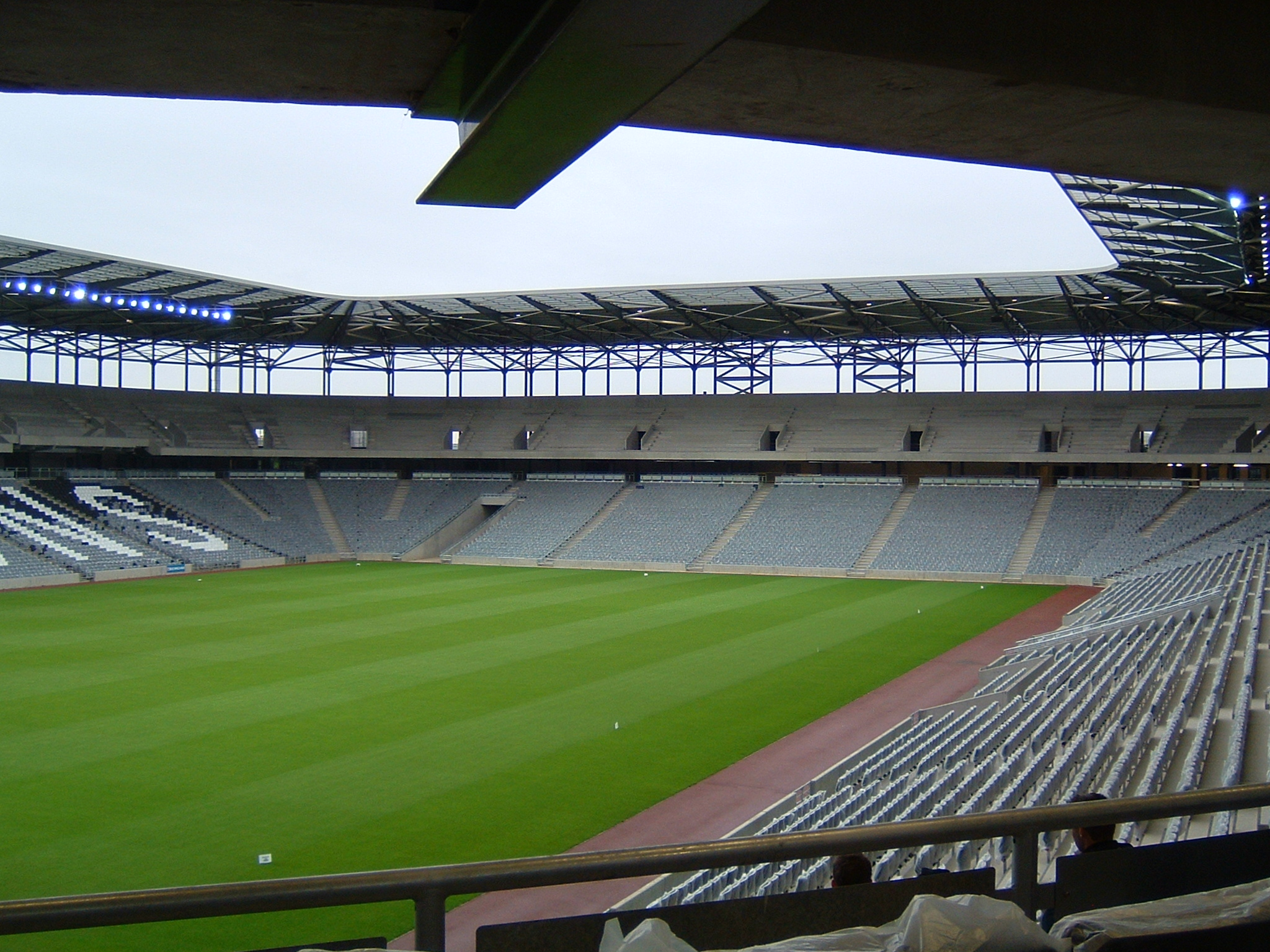